# ヘンリエッタ・マリア・ガリヴァー
ヘンリエッタ・マリア・ガリヴァー（Henrietta Maria Gulliver、1866年10月29日 – 1945年7月15日）はオーストラリアの画家である。風景画や花などの静物画を描いた。園芸家やランドスケープ・デザイナーとしても働いた。

## 略歴
ビクトリア州西部のセール(sale)で育った。父親は薬剤師で、母親はフライフィッシングの名手、アルフレッド・ロナルズの娘で、毛鉤造りを仕事にしていた。1885年頃、メルボルンに移り、園芸家、花屋の叔父の店で働き、自らの店も開いた。1890年に、便秘薬「Laxettes」を売り出して成功した裕福な薬剤師、ジョージ・エイキンス・ガリヴァーと結婚し、メルボルンやイギリス、サリー州のケイパル(Capel)に住んだ。メルボルンの邸などの庭園をデザインし評判になった。
1892年から1899年の間、ビクトリア国立美術館(ナショナル・ギャラリー)付属の美術学校(National Gallery of Victoria Art School)で絵を学び、教師を務めていたトム・ロバーツに、絵を描くことを勧められ、美術学校で学んでいたアーサー・ストリートンとも知り合い、ストリートンの絵のスタイルから影響を受けた。1905年にフレデリック・マッカビンの邸で開かれた展覧会に出展することを求められた。「メルボルン婦人画家・彫刻家協会(Melbourne Society of Women Painters and Sculptors)」の創立メンバーとなり、2度会長を務めた。1918年に「オーストラリアン・トーナリズム(Australian tonalism)」の画家、マックス・メルドラムを中心とした美術家グループ、「Twenty Melbourne Painters Society」の会員になった。ヴィクトリア芸術家協会でも活動し、理事も務めた。
自らデザインした庭園や庭園の花を描き、クララ・サザン、ヒルダ・リィクス・ニコラス、エルシー・バロー、アリス・マリアン・エレン・ベールといったオーストラリアの女性画家たちも、ガリヴァーの邸や別荘を訪れ、絵を描いた。

## 作品

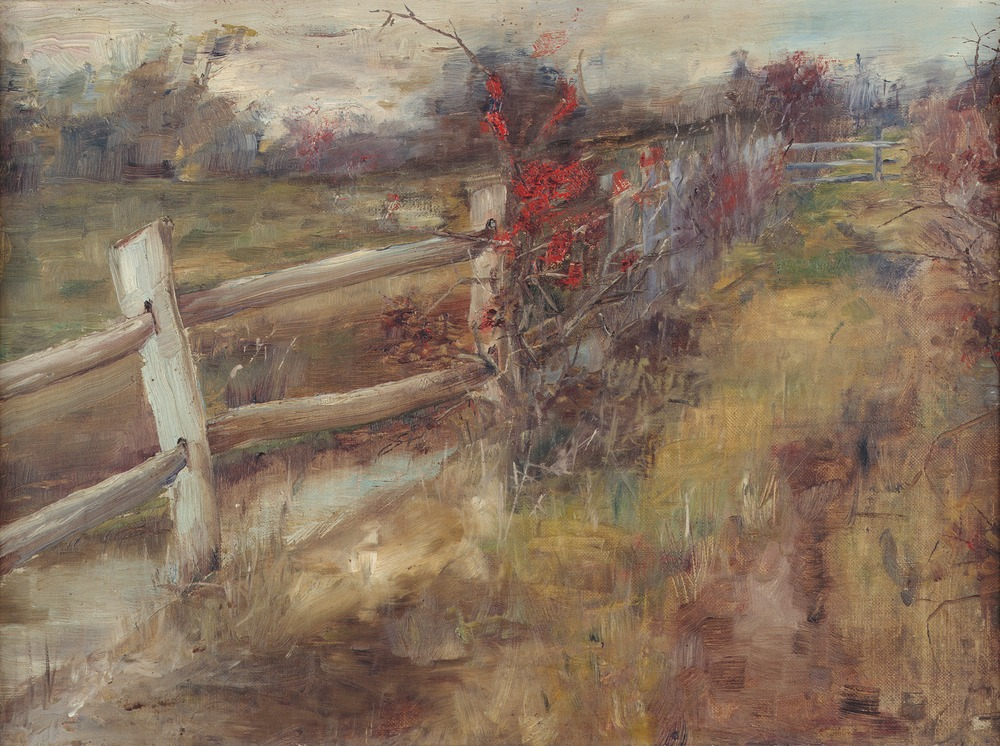
「ホーンソーンの小道」(1909) ビクトリア州立図書館 蔵
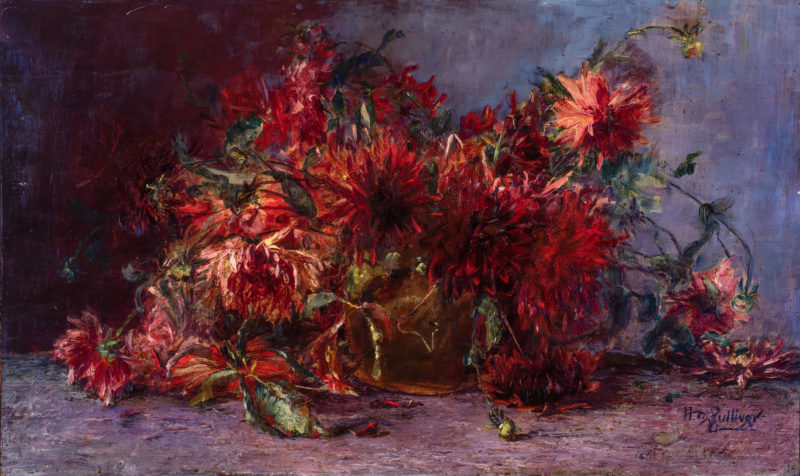
「ダリア」(1913) キャッスルメイン美術館 蔵
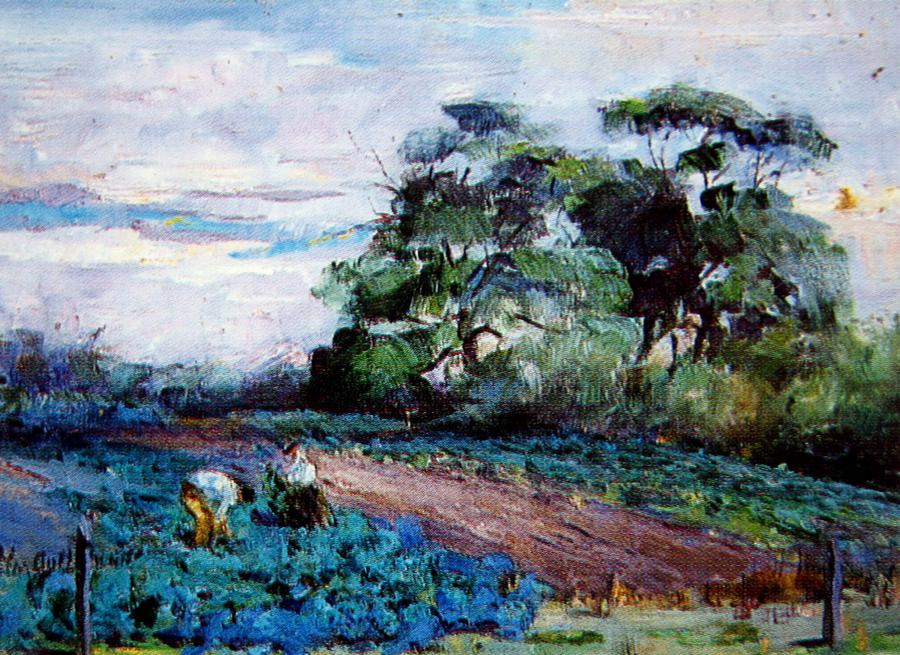
キャベツ畑
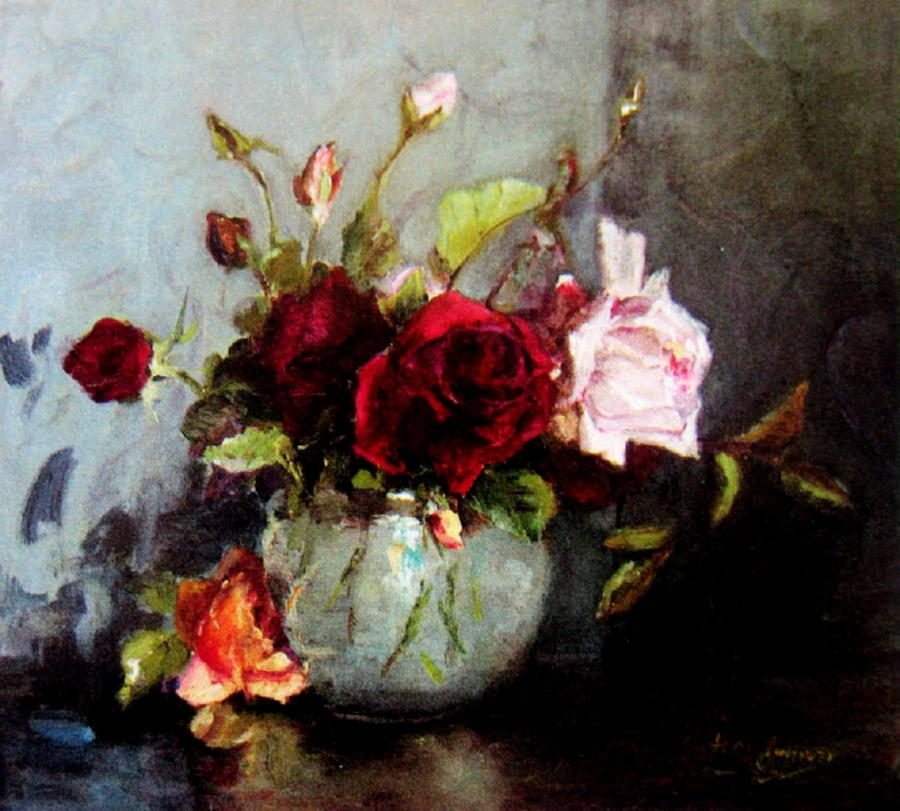
バラのある静物画